# The Man Who Called After Dark
The Man Who Called After Dark è un cortometraggio muto del 1916 diretto da Walter V. Coyle.

## Produzione
Il film fu prodotto dalla Biograph Company.

## Distribuzione
Distribuito dalla General Film Company, il film - un cortometraggio in due bobine - uscì nelle sale cinematografiche statunitensi l'11 aprile 1916. Non si conoscono copie ancora esistenti della pellicola che viene considerata presumibilmente perduta.